# Künstler-Quadrille (1858)
Künstler-Quadrille (Quadrille des artistes) est un quadrille de Johann Strauss II (op. 201). L'œuvre est créée le 2 février 1858 à la salle Sofienbad de Vienne.

## Histoire
Ce quadrille ne doit pas être confondu avec l'œuvre de même nom (de), de 1849 et répertoriée sous l'opus 71. La pièce décrite ici est écrite pour le bal des artistes du carnaval de 1858 et est également créée à cette occasion. Il s'agit d'une compilation ou d'une adaptation de pièces d'opéras et de programmes de concerts alors en vigueur à Vienne. Des musiques de Franz Schubert, Wolfgang Amadeus Mozart, Ludwig van Beethoven, Felix Mendelssohn Bartholdy, Carl Maria von Weber et Giacomo Meyerbeer, entre autres, sont utilisées. Ce mélange est très mal accueilli par les critiques de l'époque. Malgré les critiques de l'époque, le quadrille reste à l'affiche jusqu'à nos jours.

## Durée
Sa durée d'exécution est d'environ 5 minutes et 10 secondes. Elle peut varier légèrement selon l'interprétation musicale du chef d'orchestre.

## Interprétation notable
En 2006, la pièce est jouée lors du célèbre concert du nouvel an à Vienne, sous la direction de Mariss Jansons.